# Trece Rosas (álbum)
Trece Rosas es el vigésimo álbum de estudio del grupo de rock español Medina Azahara, publicado en 2018 por Mano Negra Records.
El título del disco alude a las Trece Rosas de la guerra civil española.
Este trabajo sería el último de la banda con la compañía Senador.

## Lista de canciones
1. "Trece Rosas"
2. "Libres sin nada"
3. "La lucha"
4. "No mires atrás"
5. "Tú"
6. "Donde sopla el viento"
7. "Sólo son cobardes"
8. "A Medina Azahara"
9. "Ana y Raquel"
10. "Mi pequeño corazón"
11. "Dame tu aire"
12. "Nunca me rendiré"
13. "Brindemos esta noche"

## Personal
- Manuel Martínez - voz
- Paco Ventura - guitarras, coros
- Juanjo Cobacho - bajo, coros
- Nacho Santiago - batería, coros
- Manuel Ibáñez - teclados, coros